# Estación Cerro Verde
Cerro Verde es una antigua estación de la comuna de Penco, ubicada en Provincia de Concepción, Región del Biobío. Forma parte del Ramal Rucapequén - Concepción. La estación está en desuso. El ramal actualmente se ocupa en el tramo Concepción - Lirquén para servicios de carga por los porteadores Ferrocarril del Pacífico S.A. (Fepasa) y Transporte Ferroviario Andrés Pirazzoli (Transap). 
La vía más allá de Lirquén no está habilitada, y entre Nueva Aldea y Rucapequén, se piensa en reactivar el tráfico, que estuvo activado en el tramo Rucapequén - Coelemu, hasta 1996. El ramal en su totalidad fue utilizado hasta fines de la década de 1980.
- Datos: Q5841504